# Richard Lippold
Richard Lippold (3 de mayo de 1915–22 de agosto de 2002) fue un escultor norteamericano, conocido por sus construcciones geométricas utilizando alambre como elemento. Lippold nació en Milwaukee, Wisconsin y trabajó como diseñador industrial entre 1937 a 1941. Después de comenzar a practicar la escultura, Lippold pasó por varias universidades, incluyendo el Hunter College en la Universidad de la Ciudad de Nueva York, desde 1952 hasta 1967. 
Entre sus obras más destacadas se encuentran:
- Ad Astra, en el Museo Nacional del Aire y el Espacio en Washington D. C.
- Aerial Act, en el Wadsworth Athenaeum en Hartford, Connecticut.
- Orpheus y Apollo , en el Avery Fisher Hall en el Lincoln Center en Nueva York.[1]
- Sun, en el Museo Metropolitano de Arte en Nueva York, la cual contiene más de 3 km de alambre de oro.
- World Tree, en el Harvard Graduate Center diseñado por Walter Gropius en la Harvard Law School en Cambridge, Massachusetts.[2]